# Gynoeryx integer
Gynoeryx integer är en fjärilsart som beskrevs av Pierre E.L. Viette 1956. Gynoeryx integer ingår i släktet Gynoeryx och familjen svärmare. Inga underarter finns listade i Catalogue of Life.